# Tendō
Tendō (jap. 天童市, -shi) ist eine Stadt in der Präfektur Yamagata in Japan.
Die Stadt Tendō ist in Japan vor allem für ihre Shōgi-Spielsteine berühmt.

## Geographie
Tendō liegt südlich von Higashine und nördlich von Yamagata. Die östlichen Stadtteile liegen am Rand des Ōu-Gebirges. Der Mogami durchfließt die Stadt von Süden nach Norden.

## Geschichte
Tendō wurde am 1. Oktober 1958 gegründet.

## Sehenswürdigkeiten

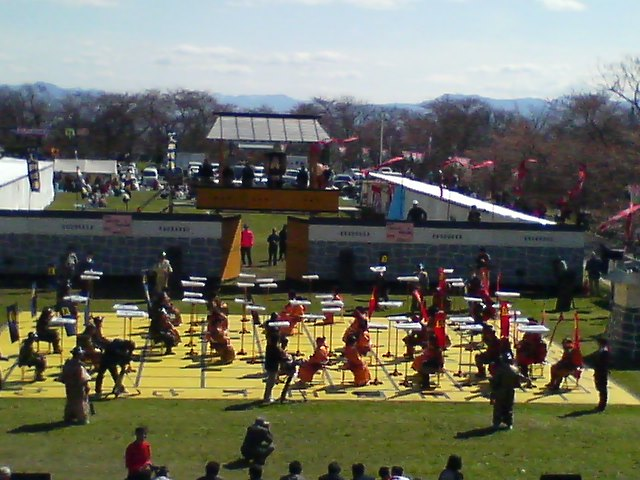
Ningen Shōgi

- Der Ryūshaku-ji (Yamadera) ist der berühmteste Tempel der Stadt. Er hatte großen Einfluss auf  Matsuo Bashōs Werk Oku no Hosomichi.
- Tendō-Onsen (Heiße Quelle), ein Bad das in Form eines Shōgi-Spielsteins angelegt ist.

Fest
- Ningen Shōgi

Sport
- Montedio Yamagata (Fußballverein)

## Verkehr
- Straßen:

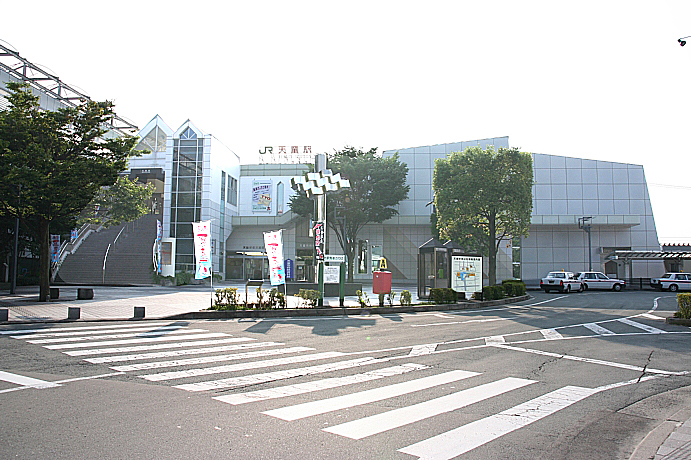
Bahnhof Tendō

  - Tōhoku-Chūō-Autobahn: Abfahrt Tendō
  - Nationalstraße 13
  - Nationalstraße 48
- Zug:
  - JR Yamagata-Shinkansen
  - JR Ōu-Hauptlinie: nach Takatama oder Midaregawa

## Angrenzende Städte und Gemeinden

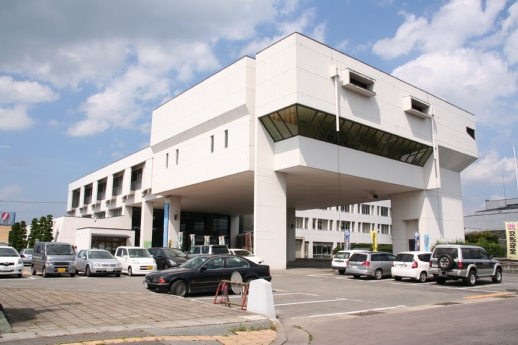
Rathaus

- Yamagata
- Higashine
- Sagae
- Kahoku
- Nakayama